# Prima Categoria Emilia-Romagna 1963-1964
Il campionato di calcio di Prima Categoria 1963-1964 è stato il V livello del campionato italiano. A carattere regionale, fu il quinto campionato dilettantistico con questo nome dopo la riforma voluta da Zauli del 1958.
Questi sono i gironi organizzati della regione Emilia-Romagna.

## Girone A

### Squadre partecipanti
| Squadra                     | Città (provincia)              | Stagione 1962-1963             |
| --------------------------- | ------------------------------ | ------------------------------ |
| U.S. Alfonsinese            | Alfonsine (RA)                 | 9° in Prima Categoria, gir.A   |
| A.C. "Francesco Baracca"    | Lugo di Romagna (Ra)           | 4° in Prima Categoria, gir.A   |
| A.C. Bellaria               | Bellaria-Igea Marina (FO)      | 13° in Prima Categoria, gir.A  |
| F.C. Cattolica              | Cattolica (FO)                 | 1° in Prima Categoria, gir.A   |
| S.S. Dovadolese             | Dovadola (FO)                  | 9° in Prima Categoria, gir.A   |
| Pol. Edera Forlì            | Forlì (FO)                     | 7° in Prima Categoria, gir.A   |
| A.C. Forlimpopoli           | Forlimpopoli (FO)              | 1° in Seconda Categoria, gir.A |
| A.C. Massalombarda          | Massa Lombarda (RA)            | 10° in Prima Categoria, gir.A  |
| U.S. Mezzano                | Mezzano di Ravenna (RA)        | 2° in Seconda Categoria, gir.C |
| Pol. Morciano Calcio        | Morciano di Romagna (FO)       | 2° in Seconda Categoria, gir.A |
| A.C. Pro Lugo               | Lugo di Romagna (Ra)           | 3° in Prima Categoria, gir.A   |
| Ass. Riolese Sportiva       | Riolo Terme (FO)               | 1° in Seconda Categoria, gir.B |
| U.S. Russi                  | Russi (RA)                     | 8° in Prima Categoria, gir.A   |
| A.S. Santarcangiolese       | Santarcangelo di Romagna (FO)  | 11° in Prima Categoria, gir.A  |
| S.S. Serenissima San Marino | San Marino (RSM)               | 5° in Prima Categoria, gir.A   |
| U.S. Villanova              | Villanova di Bagnacavallo (RA) | 11° in Prima Categoria, gir.A  |

### Classifica finale
|  | Pos. | Squadra                | Pt  | G   | V   | N   | P   | GF  | GS  | DR  |
|  | ---- | ---------------------- | --- | --- | --- | --- | --- | --- | --- | --- |
|  | 1.   | Francesco Baracca      | 47  | 30  | 20  | 7   | 3   | 58  | 15  | +43 |
|  | 2.   | Cattolica              | 45  | 30  | 20  | 5   | 5   | 66  | 26  | +40 |
|  | 3.   | Russi                  | 40  | 30  | 17  | 6   | 7   | 56  | 32  | +24 |
|  | 4.   | Serenissima San Marino | 39  | 30  | 14  | 11  | 5   | 52  | 31  | +21 |
|  | 5.   | Pro Lugo               | 37  | 30  | 13  | 11  | 6   | 45  | 26  | +19 |
|  | 5.   | Bellaria               | 37  | 30  | 13  | 11  | 6   | 37  | 27  | +10 |
|  | 7.   | Dovadolese             | 32  | 30  | 13  | 6   | 11  | 58  | 46  | +8  |
|  | 8.   | Edera Forlì            | 31  | 30  | 9   | 13  | 8   | 26  | 23  | +3  |
|  | 9.   | Morciano               | 30  | 30  | 12  | 6   | 12  | 36  | 36  | 0   |
|  | 10.  | Massalombarda          | 29  | 30  | 11  | 7   | 12  | 44  | 37  | +7  |
|  | 11.  | Santarcangiolese       | 26  | 30  | 7   | 12  | 11  | 30  | 51  | -21 |
|  | 12.  | Alfonsinese            | 25  | 30  | 10  | 5   | 15  | 33  | 50  | -17 |
|  | 13.  | Villanova              | 22  | 30  | 8   | 6   | 16  | 29  | 48  | -19 |
|  | 14.  | Riolese Sportiva       | 16  | 30  | 3   | 10  | 17  | 24  | 55  | -31 |
|  | 15.  | Mezzano                | 15  | 30  | 6   | 3   | 21  | 26  | 68  | -42 |
|  | 16.  | Forlimpopoli           | 9   | 30  | 2   | 5   | 23  | 18  | 67  | -49 |
|  |      |                        | 480 | 480 | 178 | 124 | 178 | 638 | 638 | 0   |

Legenda:
      Ammessa alle finali regionali.
      Retrocessa in Seconda Categoria.
Note:
Due punti a vittoria, uno a pareggio, zero a sconfitta.
Pari merito in caso di pari punti.
Cattolica promosso per ripescaggio.
Pro Lugo rinuncia 1' categoria - inattiva.
Riolese Sportiva retrocessa, poi ripescata.

## Girone B

### Squadre partecipanti
| Squadra                              | Città (provincia)          | Stagione 1962-1963             |
| ------------------------------------ | -------------------------- | ------------------------------ |
| Ancora S.E.L. Fiat                   | Bologna                    | 2° in Seconda Categoria, gir.D |
| Pol. Argentana                       | Argenta (FE)               | 17° in Serie D, gir.C          |
| A.G.C. Budrio                        | Budrio (BO)                | 9° in Prima Categoria, gir.B   |
| U.S. Bondenese                       | Bondeno (FE)               | 7° in Prima Categoria,gir.B    |
| S.S. Casalecchio                     | Casalecchio di Reno (BO)   | 5° in Prima Categoria, gir.B   |
| U.P. M.Z. Elettromeccanica Copparese | Copparo (FE)               | 10° in Prima Categoria, gir.B  |
| G.S. Elettromeccanica Felisatti      | Ferrara                    | 1° in Seconda Categoria, gir.F |
| S.G. Fortitudo Salus                 | Bologna                    | 13° in Prima Categoria, gir.B  |
| Pol. Molinella                       | Molinella (BO)             | 5° in Prima Categoria, gir.B   |
| A.C. Panigal                         | Borgo Panigale (BO)        | 1° in Seconda Categoria, gir.D |
| S.P. Portuense                       | Portomaggiore (FE)         | 1° in Prima Categoria, gir.B   |
| S.C. Progresso                       | Castel Maggiore (BO)       | 2° in Prima Categoria, gir.B   |
| A.C. San Lazzaro                     | San Lazzaro di Savena (BO) | 10° in Prima Categoria, gir.B  |
| Sassuolo Sportiva                    | Sassuolo (MO)              | 5° in Prima Categoria, gir.C   |
| Pol. C.R.A.L. Tranvieri              | Bologna                    | 2° in Prima Categoria, gir.B   |
| U.S. Vignolese                       | Vignola (MO)               | 6° in Prima Categoria, gir.B   |

### Classifica finale
|  | Pos. | Squadra                    | Pt  | G   | V   | N   | P   | GF  | GS  | DR  |
|  | ---- | -------------------------- | --- | --- | --- | --- | --- | --- | --- | --- |
|  | 1.   | Portuense                  | 52  | 30  | 22  | 8   | 0   | 65  | 20  | +45 |
|  | 2.   | Progresso                  | 45  | 30  | 19  | 7   | 4   | 60  | 22  | +38 |
|  | 3.   | Argentana                  | 44  | 30  | 17  | 10  | 3   | 44  | 18  | +26 |
|  | 4.   | Bondenese                  | 33  | 30  | 11  | 11  | 8   | 39  | 26  | +13 |
|  | 5.   | San Lazzaro                | 32  | 30  | 11  | 10  | 9   | 47  | 41  | +8  |
|  | 5.   | Vignolese                  | 32  | 30  | 11  | 10  | 9   | 44  | 44  | 0   |
|  | 7.   | Casalecchio                | 31  | 30  | 10  | 11  | 9   | 37  | 34  | +3  |
|  | 8.   | Copparese                  | 29  | 30  | 12  | 5   | 13  | 45  | 44  | +1  |
|  | 9.   | Elettromeccanica Felisatti | 28  | 30  | 10  | 8   | 12  | 35  | 51  | -16 |
|  | 10.  | C.R.A.L. Tranvieri         | 27  | 30  | 10  | 7   | 13  | 36  | 40  | -4  |
|  | 11.  | Sassuolo Sportiva          | 26  | 30  | 9   | 8   | 13  | 25  | 39  | -14 |
|  | 12.  | Ancora S.E.L. Fiat         | 25  | 30  | 9   | 7   | 14  | 34  | 41  | -7  |
|  | 13.  | Panigal                    | 25  | 30  | 9   | 7   | 14  | 29  | 45  | -16 |
|  | 14.  | Molinella                  | 22  | 30  | 6   | 10  | 14  | 31  | 45  | -14 |
|  | 15.  | Budrio                     | 19  | 30  | 7   | 5   | 18  | 37  | 62  | -25 |
|  | 16.  | Fortitudo Bologna          | 10  | 30  | 3   | 4   | 23  | 19  | 55  | -36 |
|  |      |                            | 480 | 480 | 176 | 128 | 176 | 627 | 627 | 0   |

Legenda:
      Ammessa alle finali regionali.
      Retrocessa in Seconda Categoria.
Note:
Due punti a vittoria, uno a pareggio, zero a sconfitta.
Pari merito in caso di pari punti.
Spareggio per il 12. Posto: Ancora S.E.L. Fiat-Panigal 3-1 (a Bologna).
Panigal retrocessa, poi ripescata.

## Girone C

### Squadre partecipanti
| Squadra                   | Città (provincia)            | Stagione 1962-1963             |
| ------------------------- | ---------------------------- | ------------------------------ |
| U.S. Asolana              | Asola (MN)                   | 7° in Prima Categoria, gir.C   |
| G.S. Bagnolese            | Bagnolo in Piano (RE)        | 1° in Seconda Categoria, gir.I |
| Concordia F.B.C.          | Concordia sulla Secchia (MO) | 2° in Seconda Categoria, gir.I |
| A.C. Folgore Carpi        | Carpi (MO)                   | 12° in Prima Categoria, gir.C  |
| U.S. Governolese          | Governolo (MN)               | 8° in Prima Categoria, gir.C   |
| A.S. Guastalla            | Guastalla (RE)               | 2° in Prima Categoria, gir.C   |
| U.S. Libertas Correggio   | Correggio (RE)               | 8° in Prima Categoria, gir.C   |
| S.S. Luzzarese            | Luzzara (RE)                 | 4° in Prima Categoria, gir.C   |
| U.S. Povigliese           | Poviglio (RE)                | 8° in Prima Categoria, gir.C   |
| U.P. Pro Patria           | San Felice sul Panaro (MO)   | 2° in Seconda Categoria, gir.G |
| U.S. Reggiolo             | Reggiolo (RE)                | 7° in Prima Categoria, gir.C   |
| U.S. Sambenedettina       | San Benedetto Po (MN)        | 3° in Seconda Categoria, gir.M |
| U.S. Scandianese          | Scandiano (RE)               | 1° in Seconda Categoria, gir.H |
| Suzzara F.B.C.            | Suzzara (MN)                 | 15° in Prima Categoria, gir.C  |
| A.C. Viadanese            | Viadana (MN)                 | 5° in Prima Categoria, gir.C   |
| A.C. S.I.V.M.A. Vis Notti | Modena                       | 3° in Prima Categoria, gir.C   |

### Classifica finale
|  | Pos. | Squadra               | Pt  | G   | V   | N   | P   | GF  | GS  | DR  |
|  | ---- | --------------------- | --- | --- | --- | --- | --- | --- | --- | --- |
|  | 1.   | Guastalla             | 50  | 30  | 23  | 4   | 3   | 61  | 17  | +44 |
|  | 2.   | Sambenedettina        | 42  | 30  | 16  | 10  | 4   | 49  | 26  | +23 |
|  | 3.   | Asolana               | 37  | 30  | 16  | 5   | 9   | 59  | 35  | +24 |
|  | 4.   | Luzzarese             | 36  | 30  | 14  | 8   | 8   | 44  | 25  | +19 |
|  | 5.   | S.I.V.M.A. Vis Notti  | 35  | 30  | 15  | 5   | 10  | 58  | 28  | +30 |
|  | 6.   | Pro Patria San Felice | 33  | 30  | 11  | 11  | 8   | 40  | 31  | +9  |
|  | 7.   | Folgore Carpi         | 32  | 30  | 12  | 8   | 10  | 41  | 31  | +10 |
|  | 8.   | Povigliese            | 31  | 30  | 13  | 5   | 12  | 44  | 35  | +9  |
|  | 8.   | Viadanese (-1)        | 31  | 30  | 14  | 4   | 12  | 34  | 40  | -6  |
|  | 10.  | Concordia             | 30  | 30  | 10  | 10  | 10  | 42  | 40  | +2  |
|  | 11.  | Governolese           | 29  | 30  | 11  | 7   | 12  | 47  | 34  | +13 |
|  | 11.  | Reggiolo              | 29  | 30  | 9   | 11  | 10  | 38  | 41  | -3  |
|  | 13.  | Bagnolese             | 25  | 30  | 7   | 11  | 12  | 36  | 41  | -5  |
|  | 14.  | Scandianese           | 21  | 30  | 5   | 11  | 14  | 23  | 47  | -24 |
|  | 15.  | Libertas Correggio    | 10  | 30  | 2   | 6   | 22  | 13  | 70  | -57 |
|  | 16.  | Suzzara (-1)          | 7   | 30  | 3   | 2   | 25  | 14  | 102 | -88 |
|  |      |                       | 478 | 480 | 181 | 118 | 181 | 643 | 643 | 0   |

Legenda:
      Ammessa alle finali regionali.
      Retrocessa in Seconda Categoria.
Note:
Due punti a vittoria, uno a pareggio, zero a sconfitta.
Pari merito in caso di pari punti.
Viadanese rinuncia 1' Categoria - disputa 2' categoria.
Scandianese retrocessa, poi ripescata.

## Finale regionale

### Classifica finale
|  | Pos. | Squadra      | Pt | G | V | N | P | GF | GS |
|  | ---- | ------------ | -- | - | - | - | - | -- | -- |
|  | 1.   | Baracca Lugo | 6  | 4 | 2 | 2 | 0 | 4  | 1  |
|  | 2.   | Guastalla    | 5  | 4 | 2 | 1 | 1 | 11 | 5  |
|  | 3.   | Portuense    | 1  | 4 | 0 | 1 | 3 | 2  | 11 |

Legenda:

      Promosso.
Note:

Due punti a vittoria, uno a pareggio, zero a sconfitta.